# Melanconis pallida
Melanconis pallida är en svampart som först beskrevs av Rehm, och fick sitt nu gällande namn av Lewis Edgar Wehmeyer 1936. Melanconis pallida ingår i släktet Melanconis och familjen Melanconidaceae.   Inga underarter finns listade i Catalogue of Life.